# Splashtours

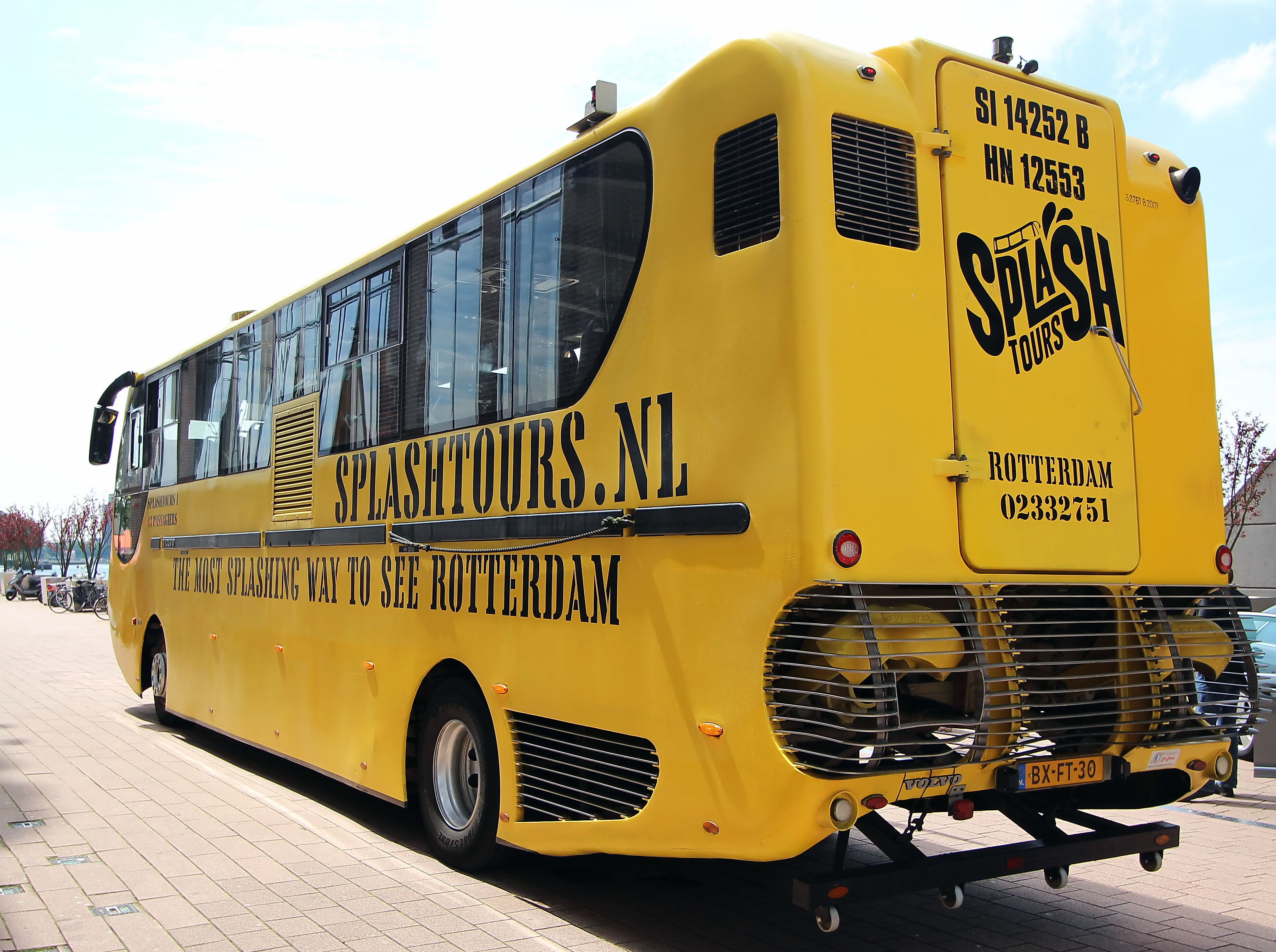
Aan de achterzijde is de voortstuwing voor in het water goed zichtbaar

Splashtours is een bedrijf in Rotterdam, dat rondritten en rondvaarten in de haven van Rotterdam verzorgt met een amfibische touringcar. Deze speciale bus rijdt tijdens de tour van pakweg 60 minuten, zo'n 40 minuten op het land en vaart zo'n 20 minuten in het water van de Nieuwe Maas. Deze toeristische attractie in Rotterdam wordt georganiseerd vanaf een locatie aan de Parkhaven tegenover de Euromast. De eerste tour vond plaats in 2010.
Rond 2018 voeren/reden er zo'n 40.000 mensen per jaar mee, in pakweg 1200 tochtjes. Het bedrijf heeft twee bussen: Splashtours 1 en de Floating Dutchman.

## Gegevens van de bus
Splashtours heeft de bus zelf ontworpen en deze is gebouwd op een kaal Volvo-chassis. De onderkant van de amfibiebus wordt helemaal afgesloten met een bak van roestvast staal.
- Lengte: 12,80 m
- Breedte: 2,55 m
- Diepgang: 1,29 m
- Voortstuwing: Volvo Penta 418 pk[2]
- De bus is gecertificeerd voor 45 passagiers.

## Amsterdam

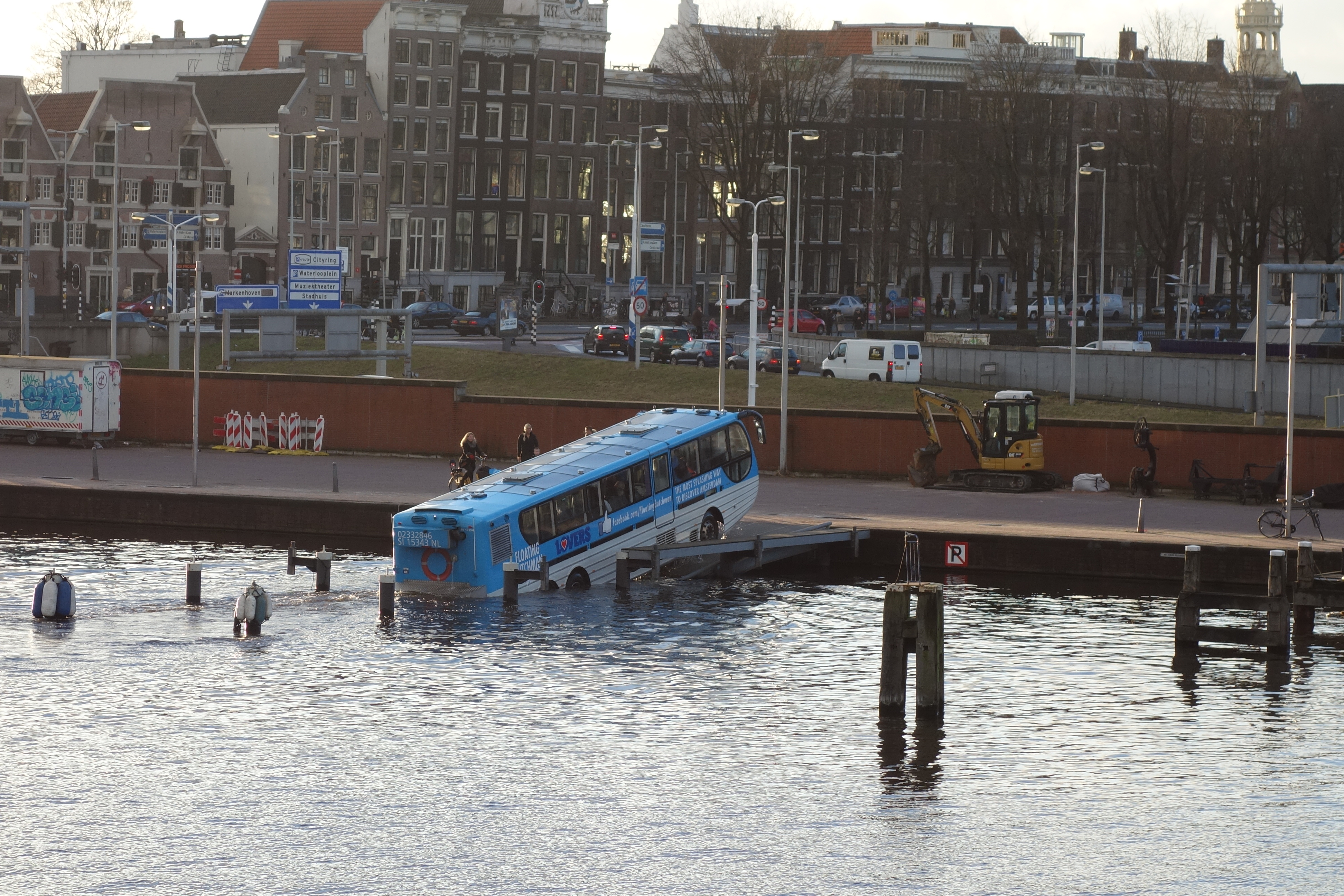
De Floating Dutchman, nabij het Scheepvaartmuseum Amsterdam

In 2011 had het bedrijf tevens een vergelijkbare bus ontworpen voor rederij Lovers, die de bus als Floating Dutchman inzette voor rondvaarten door Amsterdam. De inzet was echter geen succes en Lovers zette de bus aan de kant. In 2018 nam Splashtours de bus over van Lovers, met de bedoeling om in 2019 zelf rondvaarten te maken in Amsterdam. Omdat ook deze bus niet beschikte over een elektrische aandrijving mocht er niet mee in de grachten worden gevaren en moest uitgeweken worden naar het IJ. Ook Splashtours is gestopt met de rondvaarten in Amsterdam.

## Voorrangsregeling
Doordat hij meer dan 12 passagiers kan vervoeren, is de bus als passagiersschip geen "klein schip" meer, ondanks de lengte van minder dan 20 meter. Op afstand is echter niet te zien hoeveel passagiers zo'n schip van minder dan 20 meter lengte mag vervoeren. Het Binnenvaartpolitiereglement zegt in Artikel 3.15. eerste lid: Een varend passagiersschip waarvan de maximale lengte van de romp minder is dan 20 m moet overdag voeren: een gele ruit, op een geschikte plaats en op een zodanige hoogte dat hij van alle zijden zichtbaar is. Daarom is op de bus naast de boordlichten ook een kleine mast met een staande gele ruit gemonteerd. Zo wordt duidelijk dat het om een passagiersschip gaat, en daardoor per definitie een groot schip met bijbehorende voorrangsregels.